# 拉马尔县 (得克萨斯州)
拉馬爾縣（英語：Lamar County）是美國德克薩斯州東北部的一個縣，北隔雷德河與奧克拉荷馬州相望。面積2,415平方公里。根據美國2000年人口普查，共有人口48,499人，其中白人占82.46%、非裔美国人占13.47%，拉美裔人佔3.33%。縣治巴黎（Paris）。
成立於1840年12月17日。縣名紀念德克薩斯共和國第三任總統米拉波·波拿巴·拉馬爾（Mirabeau Buonaparte Lamar）。